# Class of Nuke 'Em High
 Class of Nuke 'Em High és una pel·lícula estatunidenca dirigida per Richard W. Odis, Michael Herz i Lloyd Kaufman, estrenada el 1986.

## Argument
Els alumnes en un institut prop d'una central nuclear es troben malament després de comprar drogues contaminades d'un treballador de la planta.

## Repartiment
- Janelle Brady: Chrissy
- Gil Brenton: Warren
- Robert Prichard: Spike
- Pat Ryan: Mr. Finley
- James Nugent Vernon: Eddie
- Brad Dunker: Gonzo
- Gary Schneider: Pete
- Théo Cohan: Muffey
- Gary Rosenblatt: Greg
- Mary Taylor: Judy
- Rick Howard: Spud